# Benson Tower
La Torre Benson (en inglés: Benson Tower) (antes Torre Dominion o la Torre GNC) es un rascacielos de la ciudad de Nueva Orleans, al sur de Estados Unidos. Se encuentra situado en el número 1450 de la Poydras Street, en el Distrito Central de Negocios. Con 26 pisos y 124 metros, es el 12° edificio más alto de la ciudad.

## Características
El edificio fue diseñado por la firma Hellmuth, Obata & Kassabaum, que ha construido otros rascacielos en ciudades de Norte América, como el 200 Public Square de Cleveland, la Renaissance Tower de Dallas o el Edificio Reforma 265 de Ciudad de México.
El 29 de agosto de 2005 el huracán Katrina rompió docenas de ventanas del edificio, que durante años permaneció vacío.
La torre lleva su nuevo nombre desde el 15 de septiembre de 2009, cuando Tom Benson la rebautizó después de comprarla. En 2012, el Sistema de Salud Ochsner trasladó ejecutivos y un máximo de 750 empleados administrativos a cuatro plantas superiores, así como la segunda y la tercera con balcones y vistas a la plaza Champions y el Mercedes-Benz Superdome.